# 黃永松
黃永松（1943年10月17日—2024年3月4日），臺灣雜誌發行人和出版家，與吳美雲等合作創辦漢聲雜誌社，並擔任該社董事長。

## 生平
1943年黃永松於新竹關西出生，自幼隨家族於桃園龍潭生活，為祖籍河南黃氏江夏堂第八代的客家人，時逢日治末期太平洋戰爭期間，黃於母親呵護下在躲避空襲的險境中渡過，2歲時第二次世界大戰結束，臺灣步入戰後蕭條與復甦階段。幼年曾因體弱被送進廟裡成為和尚的養子，法名「文松」。1955年就讀於建國中學初中部，1958年赴成功中學就讀，與同學張照堂成為至交好友、彼此鼓勵追求藝術。臺北市立成功高級中學畢業後，主修雕塑，自修現代藝術，1967年完成學歷於國立臺灣藝術專科學校，在學期間曾與友人張照堂共同參與1966年的「現代詩展」、1967年並與藝專同學姚孟嘉、梁正居、奚淞等人組織「UP畫會」、舉行三次以前衛藝術為主旨的「UP」聯展。由黃華成統籌、在台北文星藝廊舉行的「不定型展」裡，參與者包括秦松、張照堂等人，黃永松在展內發表了數件實驗裝置作品，為台灣觀念藝術創作的早期實踐。
藝專畢業後，透過引薦進入中影擔任美術指導和劇照師。其熱愛攝影與電影藝術，於1970年獲吳美雲邀請加入籌辦漢聲雜誌社的編輯行列，從此負責雜誌期刊的美術編輯與「民間文化」總策畫迄今，在台灣國內民藝出版界有著全方位的經歷。1973年加入「V-10視覺藝術群」，以相機關照生活。其勵行田野調查，走訪全台各地鄉鎮。開放兩岸探親後，踏上中國大陸採集民間藝術，致力於完善「中華傳統文化的基因庫」。其奉獻《漢聲》雜誌50餘年，出版了上百本雜誌、專書，記錄中華文化。
1981年，出版《中國結》叢書，透過田調發掘出11種中國結的基本打法，引發風行。而「中國結」這個名稱也是由黃所命名。
黃永松致力於傳承和守護民間工藝、表演藝術、民俗文化、保存廟宇及古蹟建築和歷史真相，於1995年發起「搶救龍潭聖蹟亭」古蹟運動，成功維護該案古蹟建物。
2006年11月漢聲雜誌社接受臺北市政府譽揚，於社址設置雕刻家朱銘作品「一柱銅筆」，並將社址一樓開闢為人文空間，做為推廣傳統文化的據點。
2010年，黃獲英国广播公司評選為「傳承的英雄」。2017年，獲頒總統文化獎。

## 榮譽
- 1967年：藝術作品《當》代表臺灣被選入「1950—1980年代全球觀念藝術起源大展」[7]
- 1979年：中華民國十大傑出青年
- 1980年：獲中國時報選為「風雲十年．文化十事」
- 1982年：「優良圖書金鼎獎」
- 1983年：新加坡「最佳圖書金牌獎」、「最佳圖書美術設計首獎」
- 1997年：獲選亞洲十四位設計家之一
- 2006年：“中國民間文化守望者”
- 2013年：獲頒“中华文化人物”
- 2017年：總統文化獎【文化耕耘獎】

## 逝世
2024年3月4日凌晨4時30分，黃永松於臺北三軍總醫院辭世，享壽81歲。告別式於3月27日舉行，文化部政務次長李靜慧出席告別式，並代表頒贈總統褒揚令，由黃永松妻李南華女士代表受贈。褒揚令全文如下：

　　漢聲雜誌發行人黃永松，孤介奔逸，瑋器恢奇。少歲目擩父輩殊技，鍾愛樹藝工巧，爰卒業現國立臺灣藝術大學，淬砥礱礪，觸類而長。歷任劇照攝影、影片美術指導及廣告導演，勤慎矜業，秀出班行。平居躬身查調踏勘，曉悟眾藝研習奧義；嗣受邀共同創辦《ECHO》暨《漢聲》雜誌，彙編《中國童話》、《漢聲小百科》等叢書，搜采地方固有風尚，廣博國際見聞視野；探索自然人文科學，豐厚兒童教育內涵；援據體、用、造、化法則，踐履粗、野、俗、簡宏旨，懷鉛提槧，萬象包羅；深入顯出，沾溉啟迪。復凝聚社會公民意識，獻力古蹟保存運動；透析尋根紀實軌跡，開拓本土史料範疇，明效大驗，蓬島揚芬。曾獲第十七屆十大傑出青年、中國文藝協會第二十三屆民俗文藝獎章、第八屆臺北文化獎、第九屆總統文化獎文化耕耘獎等殊榮。綜其生平，盡瘁傳統文化採集志業，闓闡以人為本核心價值，遺緒芳烈，奕世流詠。遽聞溘然殂殞，軫悼良殷，應予明令褒揚，用示政府崇禮賢彥之至意。

總　　　統　蔡英文　　　　

行政院院長　陳建仁　　　　

## 外部連結
- 漢聲巷創辦人黃永松- YouTube （页面存档备份，存于）
- 【第九屆總統文化獎】文化耕耘獎-黃永松 （页面存档备份，存于）
- 漢聲雜誌：黃永松先生紀念網